# Titularbistum Lamus
Lamus (italienisch Lamo) ist ein Titularbistum der römisch-katholischen Kirche.
Die Bischofsstadt war in der Provinz Isauria gelegen und ein Suffragan von Seleucia (heutiges Silifke in der Türkei). Ist für das Jahr 787 noch ein Bischof Eustathius belegt, so wird das Bistum im 12. und 13. Jahrhundert nur noch in den Notitiae episcopatuum erwähnt.
| Titularbischöfe von Lamus |                     |                                                                                               |                 |                   |
| Nr.                       | Name                | Amt                                                                                           | von             | bis               |
| 1                         | John McIntyre       | Weihbischof in Birmingham (Großbritannien)                                                    | 24. Juni 1912   | 24. August 1917   |
| 2                         | Thomas Shine        | Koadjutorbischof von Middlesbrough (Großbritannien)                                           | 12. April 1921  | 11. April 1929    |
| 3                         | Henricus Lamiroy    | Koadjutorbischof von Brügge (Belgien)                                                         | 16. August 1929 | 18. Dezember 1931 |
| 4                         | Edward Myers        | Weihbischof in Westminster (Großbritannien)                                                   | 10. Juni 1932   | 20. Januar 1951   |
| 5                         | Sisto Mazzoldi MCCJ | Apostolischer Vikar von Bahr el-Gebel (Sudan) Apostolischer Administrator von Moroto (Uganda) | 21. April 1951  | 12. Juni 1967     |